# Chapare mammarenavirus

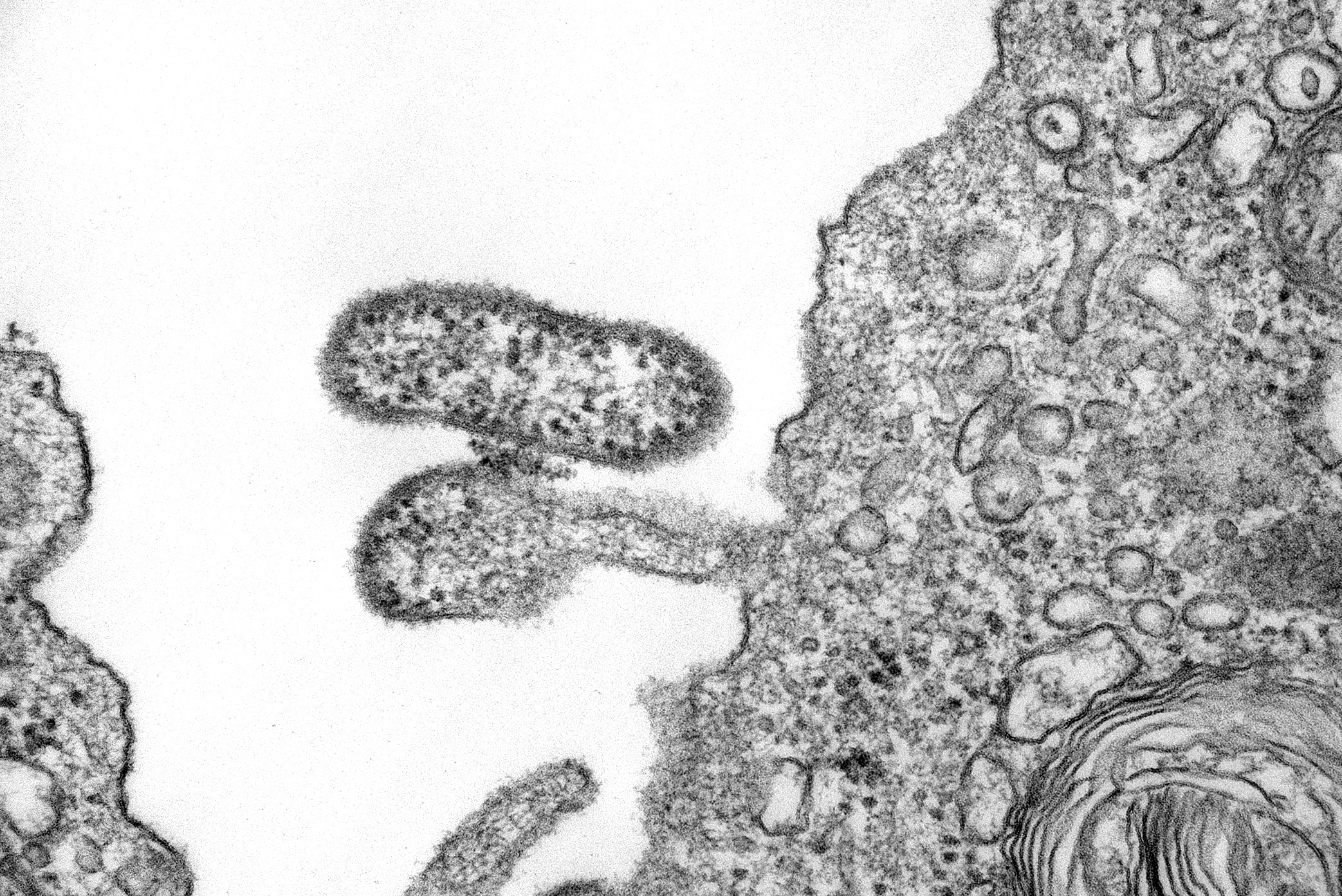
Imagen del virus Chapare obtenida mediante microscopio electrónico.

Chapare mammarenavirus es un virus de la familia Arenaviridae causante de la fiebre hemorrágica de Chapare.
En enero de 2003 se identificó un brote de este virus en el pueblo Samuzabeti de la provincia Chapare, Bolivia. Un grupo de personas resultó infectada y una de ellas falleció 14 días después de iniciados los síntomas. En 2019, dos pacientes transmitieron el virus a tres trabajadores de la salud en el municipio de Caranavi del departamento de La Paz, la mediana de edad de los casos confirmados fue de 42 años, 4 de los 5 casos confirmados fueron de sexo masculino, todos los casos fueron hospitalizados. Se registraron 3 defunciones, uno de los pacientes y dos de los trabajadores de salud (tasa de letalidad de 60%).
Se desconoce con certeza cuál es el vector de transmisión específico, pero se sospecha que es un roedor, al igual que otros miembros de la familia de los arenavirus, que incluye el Lassa mammarenavirus. En el año 2022 se detectó presencia del virus en el roedor Oligoryzomys microtis, planteándose como probable reservorio del virus.
En noviembre de 2020, el Centro de Control y Prevención de Enfermedades de los Estados Unidos determinó que la enfermedad es transmisible de humano a humano.

## Síntomas
La sintomatología es parecida a la del dengue y otras fiebres hemorrágicas virales, planteándose que el virus podría estar en circulación desde hace años.
Según el Centro de Control y Prevención de Enfermedades de Estados Unidos, el cuadro clínico incluye fiebre, dolor de cabeza, dolor articular y muscular, dolor detrás de los ojos, dolor de estómago, vómitos, diarrea, sangrado de encías y nasal, erupción en la piel e irritabilidad.

## Tratamiento
Ningún tratamiento o cura ha sido descubierta todavía. La enfermedad puede tratarse manteniendo la hidratación, aplicando sedantes, aliviando el dolor y transfusiones cuando estas sean necesarias.